# Völker Chinas
Als Völker Chinas werden über 90 ethnische Gruppen bezeichnet, von denen 56 offiziell als Nationalitäten von der Volksrepublik China anerkannt sind. Neben den Han, die die Mehrheitsbevölkerung in ganz China stellen (92 % der Gesamtbevölkerung), sind das weitere 55 Nationalitäten. Diese Völker haben einen Status, der der europäischen Definition einer nationalen Minderheit nahekommt, d. h., sie haben einen juristischen Status, der mit der Garantie bestimmter Rechte u. a. im Bereich des Bildungssystems und der Sprachförderung verbunden ist. Hierbei ist es unerheblich, ob die nationale Minderheit ethnisch auch das Staatsvolk eines anderen Staates bildet (zum Beispiel Mongolen, Koreaner, Kasachen, Vietnamesen), ob sie in mehreren Staaten als Minderheiten lebt (zum Beispiel die Lisu in China, Myanmar, Thailand und Indien, die Jingpo und Wa in China und Myanmar) oder als geschlossene ethnische Gruppe nur in China beheimatet ist (zum Beispiel die Salar, Naxi und She).
Neben diesen 56 anerkannten Nationalitäten gehören auch über 20 nicht offiziell anerkannte ethnische Gruppen (zum Beispiel Sherpa, Khmu und Siraya) zu den Völkern Chinas.
Die traditionellen Siedlungsgebiete der ethnischen Minderheiten Chinas umfassen insgesamt über 60 % der Fläche Chinas. Nur 18 von ihnen haben eine Bevölkerungszahl, die die Millionengrenze übersteigt.

## Begriffe

### Chinesen

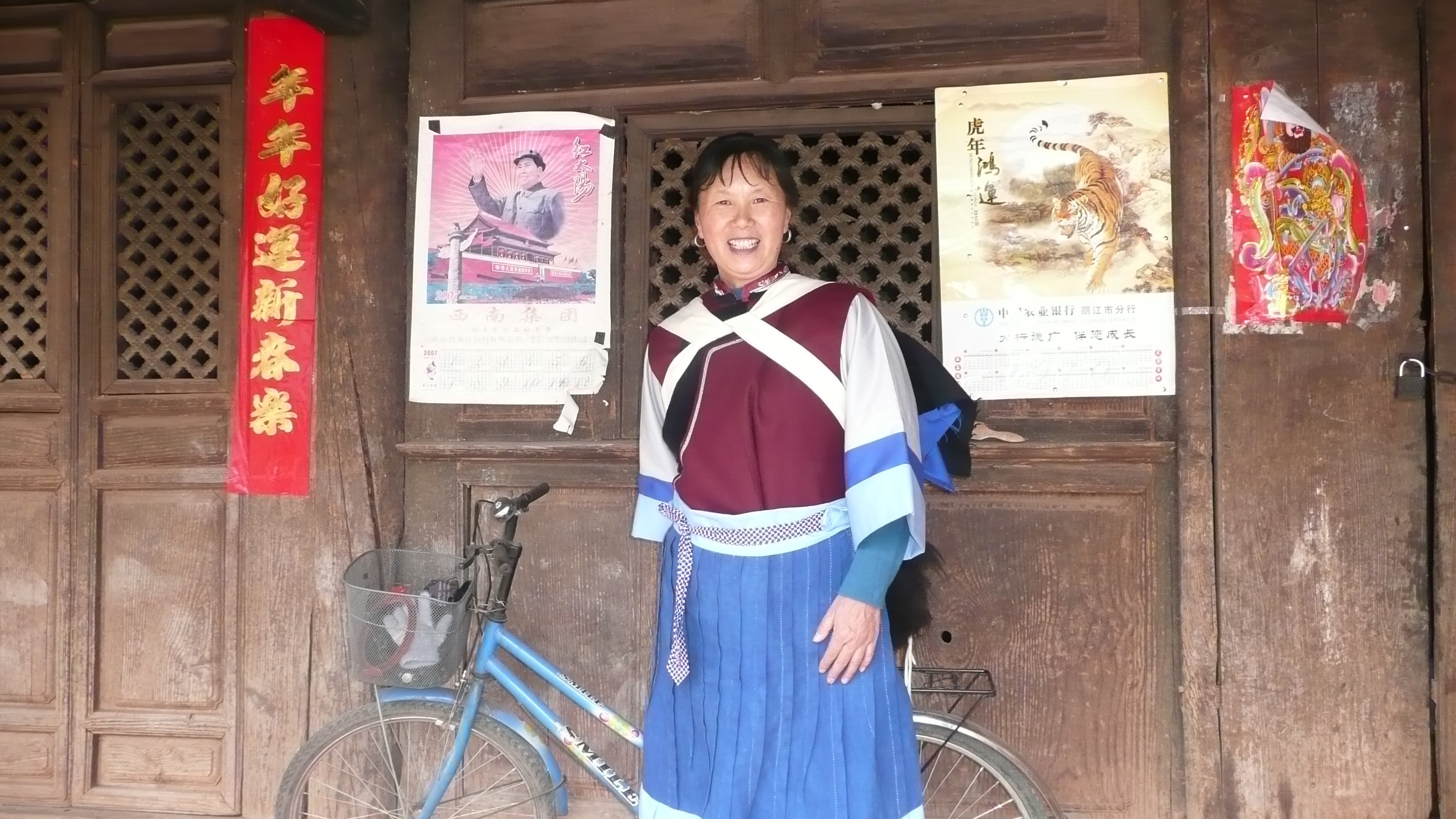
Frau in einem Naxi-Dorf bei Lijiang

Der Begriff „Chinese“ unterscheidet im Deutschen nicht eindeutig zwischen Staatsangehörigen Chinas und Angehörigen der Han-Nationalität, also „ethnischen (Han-)Chinesen“. Im Chinesischen werden hingegen für den „Chinesen“ als Staatsbürger (chinesisch 中國人 / 中国人, Pinyin Zhōngguórén – „Mensch aus den Mittellanden“) und den „ethnischen Han-Chinesen“ (漢族人 / 汉族人,  Hànzúrén oder 漢人 / 汉人,  Hànrén – „Mensch des Han-Volkes“) zwei völlig verschiedene Begriffe verwendet. Der Begriff „Chinese“ (im Sinne von Zhōngguórén) enthält also keinerlei ethnische Zuschreibung.

### mínzú
Der chinesische Begriff mínzú (chinesisch 民族) deckt ein Bedeutungsspektrum ab, das in europäischen Sprachen von mehreren Wörtern belegt ist: Nation, Volk, Nationalität, Volksgruppe, Ethnie, ethnische Gruppe. So hat zum Beispiel der Begriff Zhōnghuá mínzú (chinesisch 中华民族) zwei Übersetzungsmöglichkeiten: 1) die „Chinesische Nation“; 2) die „Völker (Nationalitäten) Chinas“. Verbunden mit einem konkreten Ethnonym ersetzt dieses das Zeichen mín (Menschen, Leute, Volk) und steht nun mit dem verbliebenen zú (Klan, Sippe, Lineage) als konkret benannte „Nationalität“, zum Beispiel Hànzú (chinesisch 汉族) als die „Han-Nationalität“, Miáozú (chinesisch 苗族) als die „Miao-Nationalität“ oder Èwēnkèzú (chinesisch 鄂温克族) als die „Ewenken-Nationalität“.
Seit den 1980er Jahren wird Zhōnghuá Mínzú als offizieller Begriff verwendet, obwohl dieser zuvor abgelehnt worden war. Hierdurch bewegte sich die Volksrepublik weg von dem Selbstverständnis eines durch eigenständige Völker gebildeten Staates hin zu einem Staat mit ethnischen Gruppen einer gemeinsamen Nationalität. Diese gemeinsame Nationalität, welche von den Han dominiert werde, wird unter den Minderheitsvölkern als Herabsetzung wahrgenommen, da sie sich als eigenständige Völker mit einem Recht auf Selbstbestimmung betrachten.

### shǎoshù mínzú
In der VR China werden die „Nicht-Han“ summarisch mit dem Begriff shǎoshù mínzú (chinesisch 少數民族 / 少数民族) bezeichnet, was mit „Minderheiten-Völker“ oder „Minderheiten-Nationalitäten“ übersetzt werden kann. Aufgrund des mit der Anerkennung als mínzú verbundenen juristischen Status ist durchaus auch der Begriff nationale Minderheit vertretbar. Wird der Begriff im Chinesischen allerdings unspezifisch verwendet, schließt er in der Regel auch die nicht anerkannten ethnischen Gruppen mit ein. Dann ist in der Übersetzung der allgemeinere Begriff „ethnische Minderheiten“ vorzuziehen. Problematisch an dem Begriff ist auch, dass er die Tatsache einer auf ganz China bezogenen quantitativen Mehrheit der Han in den Vordergrund stellt. Dabei stellen die ethnischen Minderheiten jedoch vielerorts – lokal oder auch regional – die Mehrheit der Bevölkerung.
In diesem Sinn ist zwischen diesen 55 ethnischen Minderheiten (ohne das Han-Mehrheitsvolk) und den 56 ethnischen Gruppen (einschließlich des Han-Volks) zu unterscheiden.

### Ureinwohner
In China kann man die „Nicht-Han“ keineswegs generell mit dem Begriff „Ureinwohner“ oder gar „indigene Völker“ von den Han abgrenzen, da auch die Han fast überall in China „Ureinwohner“ oder „Indigene“ sind. Schon bei den Tibetern von „Ureinwohnern“ zu sprechen, wäre zwar im Wortsinne richtig, hätte aber doch einen falschen Beiklang, da sie im größten Teil ihres traditionellen Siedlungsgebiets, insbesondere in Tibet, nach wie vor die überwältigende Bevölkerungsmehrheit stellen. Manche ethnische Gruppen der Volksrepublik, zum Beispiel die Russen und die Salar, könnten (als Zuwanderer) überhaupt nicht, andere – zum Beispiel die Koreaner – nur sehr eingeschränkt als „Ureinwohner“ oder „Indigene“ bezeichnet werden. Auch ein Begriff wie „Randvölker“ trifft nicht auf alle zu, da die Siedlungsgebiete vieler Gruppen die Siedlungsgebiete der Han wie ein Flickenteppich durchziehen.

## Zusammenleben der Völker in Geschichte und Gegenwart

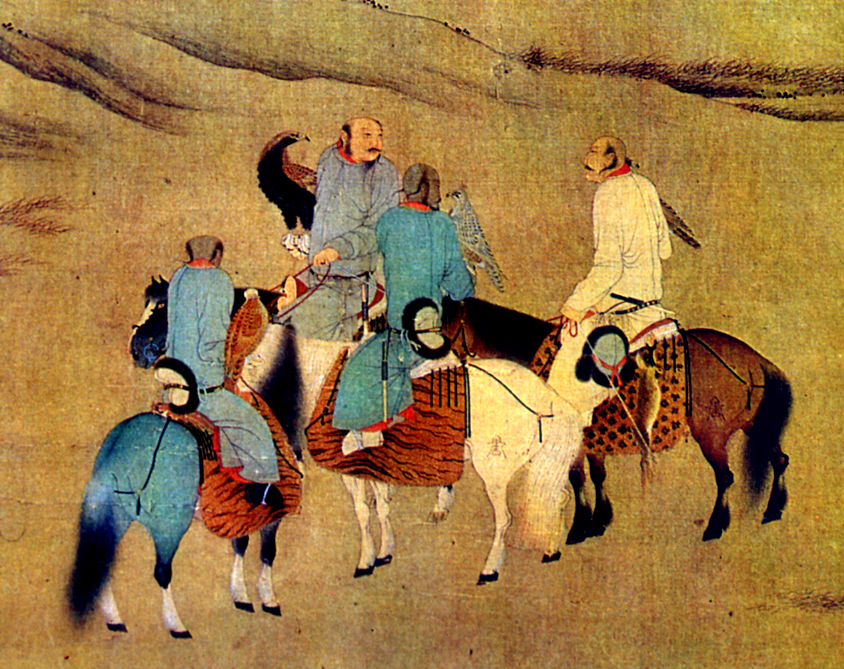
Qidanische Jäger, Gemälde aus der Song-Dynastie

Bereits im Prozess seiner Entstehung hat sich China als ethnisch und kulturell heterogener Staat entwickelt. Die Reichseinigung durch den Ersten Kaiser der Qin im Jahre 221 v. Chr. ließ nicht nur verschiedene Staaten verschwinden, sie vereinigte auch verschiedene Völker mit verschiedenen Sprachen und Kulturen in einem Staat. Damit entstanden die Voraussetzungen für die Ethnogenese der Han, der Mehrheitsbevölkerung des heutigen China. Aber nicht alle Bevölkerungsgruppen wurden Teil dieses Prozesses. Nicht nur an den Rändern des Reiches der Mitte, das bereits im Han-Kaiserreich stark expandierte, sondern auch in seinem Inneren konnten sich regional eigenständige, ethnisch und kulturell autochthone Bevölkerungsgruppen erhalten und entwickeln. Zu den historischen Völkern Chinas, die auch an der Entstehung und Entwicklung der heutigen ethnischen Vielfalt des Landes beteiligt waren, gehören unter anderen – um nur einige der wichtigsten zu nennen: Dingling, Fufuluo, Gaoche, Huihe, Minyue, Nanyue, Qidan und Schwarze Qidan, Rouran, Ruzhen (Dschurdschen), Saken, Sushen, Tabgatsch, Tanguten, Tiele, Tocharer, Tujue, Tuyuhun, Wuhu, Wuhuan, Wusun, Xianbei, Xiongnu, Xueyantuo, Yelang, Yuezhi. Einige von ihnen, zum Beispiel die Tabgatsch (Nördliche Wei-Dynastie), Qidan (Liao-Dynastie) und Ruzhen (Jin-Dynastie), beherrschten in ihren Reichen schon früh mehr Han als Angehörige eigener Ethnien. Es gab sogar zwei chinesische Dynastien, die das ganze Land kontrollierten und deren Herrscher Angehörige ethnischer Minderheiten waren, die Yuan-Dynastie (1279–1368) der Mongolen und die Qing-Dynastie (1644–1911) der Mandschu (Manju). Sie alle begriffen sich selbst keineswegs als „Fremddynastien“, wie sie gern von der europazentrierten Geschichtsschreibung noch genannt werden, sondern als originäre Vertreter des „Konzepts China“ (chinesisch 中國 / 中国, Pinyin Zhōngguó – „Mittellande“) im Sinne von „Land der Mitte“. Unabhängig von der jeweiligen ethnischen Zugehörigkeit des chinesischen Kaiserhauses wurden in allen Dynastien der chinesischen Geschichte Bevölkerungsgruppen immer wieder aufgrund ihrer Zugehörigkeit zu ethnisch definierten oder sich ethnisch definierenden Gemeinschaften unterdrückt, vertrieben, verfolgt und bekämpft.
Erst nach Gründung der VR China wurde die Gleichberechtigung aller Nationalitäten Chinas verfassungsrechtlich verankert. Heute gibt es neben dem Recht auf Autonomie zahlreiche Maßnahmen der positiven Diskriminierung der „Nationalen Minderheiten“: Zweisprachiger Unterricht ist heute weit verbreitet, bei den quantitativ großen Völkern mit eigener Schriftsprache auch gesetzlich verankert. Angehörige nationaler Minderheiten sind generell von der Ein-Kind-Politik ausgenommen und dürfen in jedem Fall mindestens zwei Kinder bekommen. In ländlichen, dünn besiedelten Regionen und bei quantitativ sehr kleinen Nationalitäten gibt es regionale und sogar lokale Bestimmungen, die zum Teil wesentlich mehr Kinder pro Familie erlauben. Die Volkszählungen der Jahre 1982, 1990 und 2000 haben dementsprechend bei fast allen nationalen Minderheiten Chinas ein deutlich höheres Bevölkerungswachstum als bei den Han festgestellt. Durch festgelegte Quoten sind die nationalen Minderheiten auch in der Politik Chinas überrepräsentiert. Ihr prozentualer Anteil an den Abgeordneten des NVK und der Volkskongresse auf den unteren Ebenen, an den Abgeordneten der PKKCV und der Konsultativkonferenzen der unteren Ebenen und selbst an den Delegierten der Parteitage der KPCh ist regelmäßig höher als ihr Bevölkerungsanteil. Zahlreiche chinesische Politiker sind Angehörige ethnischer Minderheiten. Das höchste Amt erreichte der Mongole Ulanhu, der von 1983 bis 1988 Vize-Präsident der VR China war.
Die wechselhafte politische Geschichte der VR China wirkte sich allerdings oft negativ auf die Beziehungen zur Han-Bevölkerungsmehrheit aus. Auch wenn Han und Angehörige ethnischer Minderheiten von den negativen Folgen des Großen Sprungs nach vorn (1958/59) und der Kulturrevolution (1966–1976) gleichermaßen betroffen waren, so wurden diese politischen Bewegungen von den Nicht-Han doch überwiegend als etwas empfunden, das die ethnische Mehrheit ihnen aufzwang. Daraus resultierend wuchsen ethnische Spannungen und ethnische Konflikte traten häufiger auf.
In den zum Teil noch dünn besiedelten Grenzregionen Chinas (Tibet, Xinjiang, Innere Mongolei) wird der Zuzug von Han von den Einheimischen zum Teil heftig kritisiert. In einigen ihrer traditionellen Siedlungsgebiete, in denen sie nach wie vor die Bevölkerungsmehrheit stellen, drohen diese Nationalitäten jetzt auch regional oder lokal zur Minderheit zu werden. Die Regierung der VR China begründet die Han-Migration in Grenzgebiete mit der wirtschaftlichen Entwicklung ungenutzter Ressourcen. Vor allem Vertreter von Exil-Tibetern und Exil-Uiguren vermuten dahinter Maßnahmen gegen separatistische Bestrebungen in ihren Regionen.

## Liste der 56 als Nationalitäten anerkannten Völker Chinas
Die Auflistung erfolgt in alphabetischer Reihenfolge. Die Bezeichnung folgt dem offiziellen Dokument GB/T 3304–1991 (中国各民族名称的罗马字母拼写法和代码,  Zhōngguó gè mínzú míngchēng de Luómǎ zìmǔ pīnxiěfǎ hé dàimǎ – „Schreibweise und Codes der Namen verschiedener ethnischer Gruppen in China im lateinischen Alphabet“).
| deutscher Name und andere gebräuchliche Bezeichnungen (auch von Untergruppen) | offizielle Bezeichnung | Chinesisch | Pinyin      | Eigenbezeichnung | Bevölkerungszahl 20101 (2000) | Verbreitungsgebiete in China | eigene Schriftsprache |
| ----------------------------------------------------------------------------- | ---------------------- | ---------- | ----------- | --- | ----------------------------- | --- | --- |
| Achang, Ngac’ang, Maingtha                                                    | Achang                 | 阿昌族     | Āchāngzú    | | 39.583                        | 96,15 % in Yunnan, 1,57 % in Guangdong, 0,37 % in Henan | nein |
| Bai, Minjia,                                                                  | Bai                    | 白族       | Báizú       | Bairt‧zix [pɛ tsz̩], Bairt‧zix‧Bairt‧yvnx [pɛ tsz̩ pɛ jṽ̩], Bairt‧horx [pɛ xo], Bairt‧ngvrt‧zix‧ horx [pɛ ŋv̩ tsz̩ xo], Bairt‧yin [pɛ ĩ]; | 1.936.155                     | 80,83 % in Yunnan, 9,27 % in Guizhou, 5,97 % in Hunan, 0,86 % in Guangdong, 0,60 % in Zhejiang                                                                                         | Lateinschrift im Versuchsstadium                                                                                                 |
| Blang, Bulang, Samtao, Puman                                                  | Blang                  | 布朗族     | Bùlǎngzú    | | 119.692                       | 97,39 % in Yunnan, 0,41 % in Guangdong, 0,26 % in Shandong, 0,25 % in Zhejiang | nein |
| Bonan, Baoan, Pao-an                                                          | Bonan                  | 保安族     | Bǎo’ānzú    | | 20.077                        | 90,50 % in Gansu, 4,50 % in Qinghai, 2,83 % in Xinjiang | nein |
| Bouyei                                                                        | Buyei                  | 布依族     | Bùyīzú      | Buxqyaix [pu ʔjai] | 2.871.825                     | 87,42 % in Guizhou, 4,38 % in Zhejiang, 2,24 % in Guangdong, 2,05 % in Yunnan | Bouyei-Schrift |
| Dai, Tai, Shan                                                                | Dai                    | 傣族       | Dǎizú       | tai | 1.261.905                     | 98,55 % in Yunnan, 0,6 % in Sichuan | Tai Lü, Tai Nüa, Tai Dam (wird in Jinping noch geschrieben), Tai Pong (heute nur noch in Myanmar); siehe auch Tai Le und Tai Lüe |
| Daur, Dahuren, Daguren, Daghur                                                | Daur                   | 达斡尔族   | Dáwò’ěrzú   | Daor | 132.252                       | 58,3 % in der Inneren Mongolei, 32,9 % in Heilongjiang, 4,2 % in Xinjiang, 1 % in Liaoning                                                                                             | Lateinschrift im Versuchsstadium                                                                                                 |
| De’ang, Deang, Palaung, Benglong                                              | De’ang                 | 德昂族     | Dé’ángzú    | | 20.557                        | 99,3 % in Yunnan | nein |
| Derung, Drung, Dulong                                                         | Derung                 | 独龙族     | Dúlóngzú    | tɯɹɯŋ | 6.933                         | 79,2 % in Yunnan, 2,6 % in der Inneren Mongolei, 2,3 % in Liaoning, 1,7 % in Chongqing, 1,7 % in Shanxi, 1,35 % in Shandong, 1,3 % in Anhui, 1,1 % in Guizhou                          | nein |
| Dong, Kam                                                                     | Dong                   | 侗族       | Dòngzú      | Gaeml [kɐm] | 2.882.866                     | 55 % in Guizhou, 28,45 % in Hunan, 10,2 % in Guangxi, 2,4 % in Hubei, 1,9 % in Guangdong, 0,6 % in Zhejiang                                                                            | Dong-Schrift mit lateinischem Alphabet                                                                                           |
| Dongxiang, Santa                                                              | Dongxiang              | 东乡族     | Dōngxiāngzú | Santa, Sarta | 621.551                       | 87,9 % in Gansu, 10,9 % in Xinjiang, 0,5 % in Qinghai | nein |
| Ewenken                                                                       | Ewenki                 | 鄂温克族   | Èwēnkèzú    | Eweŋki | 30.960                        | 84,43 % in der Inneren Mongolei, 8,55 % in Heilongjiang, 1,45 % in Liaoning, 1,40 % in Peking                                                                                          | nicht in China |
| Gaoshan                                                                       | Gaoshan                | 高山族     | Gāoshānzú   | | 4.015                         | 19,43 % in Henan, 10,54 % in Fujian, 6,92 % in Guangxi, 5,26 % in Liaoning, 5,18 % in Hebei, 4,76 % in Guizhou und darüber hinaus in ganz China                                        | nein |
| Gelao, Gelo                                                                   | Gelao                  | 仡佬族     | Gēlǎozú     | klau | 551.378                       | 96,5 % in Guizhou, 1 % in Guangdong, 0,7 % in Guangxi | nein |
| Han                                                                           | Han                    | 汉族       | Hànzú       | 汉族 | 1.223.042.834                 | ganz China | Chinesische Schrift |
| Hani, Akha, Aini, Yani, Woni                                                  | Hani                   | 哈尼族     | Hānízú      | Haqniq | 1.661.763                     | 99 % in Yunnan | Hani-Schrift, mit lateinischem Alphabet                                                                                          |
| Hezhen, Golden, Nanai, Kilen                                                  | Hezhen                 | 赫哲族     | Hèzhézú     | xədʑən, nanio, kilən | 5.378                         | 84,3 % in Heilongjiang, 4,1 % in Jilin, 1,8 % in Peking, 1,8 % in Liaoning, 1,2 % in der Inneren Mongolei                                                                              | nein |
| Hui-Chinesen, Hui, Huihui, Dunganen, chinesische Muslime                      | Hui                    | 回族       | Huízú       | 回民, 回族 | 10.595.946                    | 20,52 % in Ningxia, 11,88 % in Gansu, 9,28 % in Xinjiang, 9,04 % in Henan, 7,87 % in Qinghai, 6,59 % in Yunnan, 5,38 % in Hebei und darüber hinaus in ganz China                       | nicht in China |
| Jingpo, Kachin, Jingpho, Tsaiva, Lechi                                        | Jingpo                 | 景颇族     | Jǐngpōzú    | | 147.919                       | 98,5 % in Yunnan | Zaiwa-Schrift mit lateinischem Alphabet                                                                                          |
| Jino                                                                          | Jino                   | 基诺族     | Jīnuòzú     | tɕyno, kino | 23.165                        | 99 % in Yunnan | nein |
| Kasachen                                                                      | Kazak                  | 哈萨克族   | Hāsàkèzú    | Қазақтар, Qazaqtar | 1.463.012                     | 99,6 % in Xinjiang, 0,24 % in Gansu | Kasachisch in leicht modifizierter arabischer Schrift                                                                            |
| Kirgisen                                                                      | Kirgiz                 | 柯尔克孜族 | Kē’ěrkèzīzú | Кыргыздар, Kyrgyzdar | 186.756                       | 98,7 % in Xinjiang, 0,9 % in Heilongjiang | Kirgisisch in leicht modifizierter arabischer Schrift                                                                            |
| Koreaner                                                                      | Chosen                 | 朝鲜族     | Cháoxiǎnzú  | 조선족 [ʧʰosɔnʤuk] | 1.832.179                     | 59,6 % in Jilin, 20,2 % in Heilongjiang, 12,5 % in Liaoning, 1,4 % in Shandong, 1,1 % in der Inneren Mongolei, 1,1 % in Peking                                                         | Koreanische Schrift |
| Lahu, Lohei, Kawzhawd, Kucong                                                 | Lahu                   | 拉祜族     | Lāhùzú      | | 486.101                       | 98,7 % in Yunnan | Lahu-Schrift mit lateinischem Alphabet                                                                                           |
| Lhoba, Lopa, Adi, Abor, Idu Mishmi, Midu, Miri, Tangam                        | Lhoba                  | 珞巴族     | Luòbāzú     | | 3.689                         | 94,58 % in Tibet, 2,3 % in Guizhou, 0,43 % in Fujian, 0,3 % in Peking, 0,3 % in Liaoning                                                                                               | nein |
| Li                                                                            | Li                     | 黎族       | Lízú        | | 1.464.074                     | 93,9 % in Hainan, 4,5 % in Guizhou, 0,5 % in Guangdong | Li-Schrift mit lateinischem Alphabet                                                                                             |
| Lisu                                                                          | Lisu                   | 傈僳族     | Lìsùzú      | | 703.126                       | 96 % in Yunnan, 2,9 % in Sichuan | Lisu-Schrift, siehe auch Fraser-Schrift                                                                                          |
| Mandschu, Manju, Mandschuren                                                  | Man                    | 满族       | Mǎnzú       | Manju | 10.410.585                    | 50,4 % in Liaoning, 19,8 % in Hebei, 9,7 % in Heilongjiang, 9,3 % in Jilin, 4,7 % in der Inneren Mongolei, 2,3 % in Peking                                                             | die Mandschurische Schrift wird außerhalb der Mandschuristik nur noch wenig verwendet                                            |
| Maonan, Yanghuang                                                             | Maonan                 | 毛南族     | Máonánzú    | | 101.258                       | 68,7 % in Guangxi, 29,15 % in Guizhou, 1,2 % in Guangdong | nein |
| Miao, Mèo, Hmông; Thai: แม้ว (Maew), ม้ง (Mong)                                 | Miao                   | 苗族       | Miáozú      | | 9.432.810                     | 48,1 % in Guizhou, 21,5 % in Hunan, 11,7 % in Yunnan, 5,6 % in Chongqing, 5,2 % in Guangxi, 2,4 % in Hubei, 1,65 % in Sichuan, 1,35 % in Guangdong, 0,7 % in Hainan, 0,6 % in Zhejiang | mehrere Miao-Schriften |
| Monba, Moinba, Monpa                                                          | Monba                  | 门巴族     | Ménbāzú     | | 10.573                        | 95,05 % in Tibet, 1,3 % in Sichuan, 1 % in Shanghai | nein |
| Mongolen                                                                      | Mongol                 | 蒙古族     | Měnggǔzú    | Moŋgol | 5.990.779                     | 68,7 % in der Inneren Mongolei, 11,5 % in Liaoning, 3 % in Jilin, 2,9 % in Hebei, 2,6 % in Xinjiang, 2,4 % in Heilongjiang, 1,5 % in Qinghai, 1,4 % in Henan                           | Mongolische Schrift, siehe auch Mongolische Silbenzeichen                                                                        |
| Mulam                                                                         | Mulao                  | 仫佬族     | Mùlǎozú     | | 216.500                       | 82,1 % in Guangxi, 13,7 % in Guizhou, 2,3 % in Guangdong | nein |
| Naxi, Nahsi, Nakhi, Mosuo, Moso, Na, Malimasa                                 | Naxi                   | 纳西族     | Nàxīzú      | | 326.770                       | 95,7 % in Yunnan, 2,8 % in Sichuan | nur im sakralen Bereich: Dongba-Schrift                                                                                          |
| Nu, Ayi, Lama, Nusu, Nung, Zaozou                                             | Nu                     | 怒族       | Nùzú        | | 37.538                        | 96,45 % in Yunnan, 1,4 % in Tibet | nein |
| Oroqen, Orotschonen, Birarchen, Kumarchen, Mergen-Tungusen                    | Oroqen                 | 鄂伦春族   | Èlúnchūnzú  | Orončon | 8.689                         | 45,38 % in Heilongjiang, 41,8 % in der Inneren Mongolei, 2,26 % in Liaoning, 1,9 % in Peking, 1,63 % in Hebei, 1,28 % in Jilin, 1,13 % in Shandong                                     | nein |
| Primi, Pumi, Xifan, Hsifan                                                    | Pumi                   | 普米族     | Pǔmǐzú      | phʐẽmi | 42.941                        | 98 % in Yunnan, 0,5 % in Sichuan | nein |
| Qiang, Ch’iang                                                                | Qiang                  | 羌族       | Qiāngzú     | | 310.081                       | 98,3 % in Sichuan, 0,5 % in Guizhou | nein |
| Russen                                                                        | Russ                   | 俄罗斯族   | Éluósīzú    | Русские | 15.416                        | 57,2 % in Xinjiang, 32,2 % in der Inneren Mongolei, 1,7 % in Heilongjiang, 1,4 % in Peking                                                                                             | Russische Schrift |
| Salar                                                                         | Salar                  | 撒拉族     | Sālāzú      | Salar | 130.633                       | 81,98 % in Qinghai, 10,35 % in Gansu, 2,85 % in Xinjiang, 0,72 % in Shanghai, 0,63 % in Guangdong                                                                                      | nein |
| She                                                                           | She                    | 畲族       | Shēzú       | | 709.314                       | 52,9 % in Fujian, 24,1 % in Zhejiang, 10,9 % in Jiangxi, 6,3 % in Guizhou, 4 % in Guangdong                                                                                            | nein |
| Sui                                                                           | Sui                    | 水族       | Shuǐzú      | – | 412.046                       | 90,9 % in Guizhou, 3,8 % in Guangxi, 3,1 % in Yunnan, 0,7 % in Jiangsu | die Sui-Schrift ist außer Gebrauch                                                                                               |
| Tadschiken                                                                    | Tajik                  | 塔吉克族   | Tǎjíkèzú    | tuʤik, Тоҷик | 51.075                        | 92,53 % in Xinjiang, 6,59 % in Zhejiang, 0,32 % in Guangdong | nicht in China |
| Tataren                                                                       | Tatar                  | 塔塔尔族   | Tǎtǎ’ěrzú   | Татарлар | 3.562                         | 91,02 % in Xinjiang, 1,54 % in Guangdong, 0,67 % in Guangxi, 0,65 % in Peking | nicht in China |
| Tau, Tao, Dau, Dao, Yami, Yamei                                               | –                      | 達悟族     | Dáwùzú      | | (3872)                        | Lan Yu | Lateinschrift |
| Tibeter                                                                       | Zang                   | 藏族       | Zàngzú      | | 6.286.487                     | 44,8 % in Tibet, 23,4 % in Sichuan, 20,1 % in Qinghai, 8,2 % in Gansu, 2,4 % in Yunnan                                                                                                 | Tibetische Schrift |
| Tu, Monguor, Chagaan Monggol („Weiße Mongolen“)                               | Tu                     | 土族       | Tǔzú        | maŋɡuer, moŋɡuer | 289.850                       | 77,8 % in Qinghai, 12,6 % in Gansu, 1,9 % in Guangdong, 1,3 % in Yunnan, 1,2 % in Guizhou, 1,2 % in Xinjiang                                                                           | Lateinschrift im Versuchsstadium                                                                                                 |
| Tujia                                                                         | Tujia                  | 土家族     | Tǔjiāzú     | | 8.363.987                     | 32,9 % in Hunan, 27,1 % in Hubei, 17,8 % in Guizhou, 17,7 % in Chongqing, 1,7 % in Guangdong, 0,7 % in Zhejiang                                                                        | nein |
| Uiguren, Uighuren                                                             | Uygur                  | 维吾尔族   | Wéiwú’ěrzú  | ئۇيغۇر (Uyƣur) | 10.071.394                    | 99,4 % in Xinjiang, 0,1 % in Hunan | Uigurische Schrift |
| Usbeken, Ozbek                                                                | Uzbek                  | 乌孜别克族 | Wūzībiékèzú | O‘zbeklar | 10.582                        | 97,8 % in Xinjiang, 0,4 % in Guangxi, 0,3 % in Guangdong | nicht in China |
| Va, Wa, Awa, Lawa, Parauk                                                     | Va                     | 佤族       | Wǎzú        | Ba rāog | 429.866                       | 96,6 % in Yunnan, 1,2 % in Shandong, 0,4 % in Henan | Va-Schrift mit lateinischem Alphabet                                                                                             |
| Vietnamesen, Gin, Kinh                                                        | Gin                    | 京族       | Jīngzú      | | 28.236                        | 89,4 % in Guangxi, 2,85 % in Guizhou, 2,3 % in Yunnan, 1,3 % in Guangdong, 1,2 % in Jiangxi, 0,6 % in Hainan                                                                           | nicht in China |
| Xibe, Sibe, Sibo                                                              | Xibe                   | 锡伯族     | Xíbózú      | | 191.019                       | 70,2 % in Liaoning, 18,3 % in Xinjiang, 4,7 % in Heilongjiang, 1,7 % in Jilin, 1,6 % in der Inneren Mongolei                                                                           | Xibenische Schrift |
| Yao, Mien                                                                     | Yao                    | 瑶族       | Yáozú       | | 2.798.111                     | 55,8 % in Guangxi, 26,7 % in Hunan, 7,7 % in Guangdong, 7,2 % in Yunnan, 1,7 % in Guizhou                                                                                              | zwei Schriften: Mian und Bunu |
| Yi, Lolo, Norsu, Sani                                                         | Yi                     | 彝族       | Yízú        | ꆇꉙ (Nuoxhxop) | 8.721.452                     | 60,6 % in Yunnan, 27,3 % in Sichuan, 10,9 % in Guizhou | Yi-Schrift, siehe auch Yi-Silbenzeichen                                                                                          |
| Yugur, Gelbe Uiguren, Sari Yogur                                              | Yugur                  | 裕固族     | Yùgùzú      | | 14.413                        | 94,5 % in Gansu, 2,2 % in Xinjiang, 1 % in Qinghai | nein |
| Zhuang                                                                        | Zhuang                 | 壮族       | Zhuàngzú    | Bouxcuengh (Bouчcueŋь) | 16.937.662                    | 87,8 % in Guangxi, 7,1 % in Yunnan, 3,5 % in Guangdong | Zhuang-Schrift |

1 Stichtag des Zensus war der 1. November 2010, 0.00 Uhr. Der Zensus fand mit Ausnahme von Hongkong und Macau in allen Gebieten statt, in denen die Regierung der VR China die tatsächliche administrative Gewalt ausübt, also z. B. nicht in Taiwan, Penghu, Jinmen, Mazu, Taiping, Dongsha und Südost-Tibet. Für die Gebiete, in denen der Zensus nicht durchgeführt wurde bzw. werden konnte, wurden für den Stichtag folgende Einwohnerzahlen ermittelt (eine ethnische Untergliederung fand nicht statt): Hongkong: 7.097.600; Macao: 552.300; alle Gebiete unter Kontrolle der Republik China: 23.162.123; Südost-Tibet: keine Angaben.

## Nicht als (eigenständige) Nationalitäten anerkannte Völker und ethnische Gruppen Chinas
In China gibt es zahlreiche ethnische Gruppen, die nicht von einer der beiden chinesischen Regierungen offiziell anerkannt wurden. So werden zum Beispiel die Hui von der Regierung der Republik China nicht als Nationalität anerkannt, sondern stattdessen als Han muslimischen Glaubens betrachtet. Für alle nicht anerkannten ethnischen Gruppen gilt, dass sie im Chinesischen nach dem Ethnonym nicht mit dem Zusatz zú (chinesisch 族) für „Nationalität“, sondern mit dem Zusatz rén (chinesisch 人) für „Menschen“ bezeichnet werden. Grundsätzlich muss man aber zwischen zwei Varianten der „Nicht-Anerkennung“ unterscheiden: Einige ethnische Gruppen sind zwar als Teil einer Nationalität anerkannt, nicht aber als eigenständige Nationalität. Andere ethnische Gruppen sind überhaupt (noch) nicht als Nationalität anerkannt. Beim Zensus des Jahres 2000 wurden in der VR China 734.438 Menschen in dieser zweiten Kategorie gezählt. In der Republik China wird die Bevölkerungszahl der elf nicht anerkannten Ureinwohner-Gruppen auf etwa 100.000 geschätzt.

### Ethnische Gruppen, die nicht als eigenständige Nationalitäten anerkannt sind

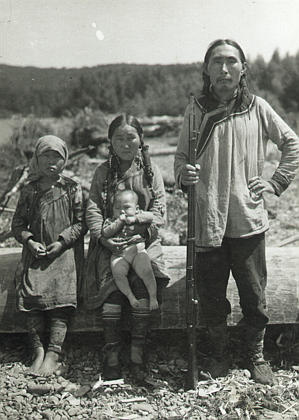
Qiakala-Familie (1940er Jahre)

Einige dieser ethnischen Gruppen wurden – aus der Sicht eines Teils ihrer Repräsentanten – einer „falschen“ Nationalität zugeordnet und möchten sich entweder als eigenständige Nationalität konstituieren, oder einer anderen, bereits existierenden Nationalität zugeordnet werden. In diese Kategorie gehören u. a. die Abdal (offiziell Uiguren), die Mosuo (offiziell zum Teil Naxi, zum Teil Mongolen), die Baima (offiziell Tibeter), die Gejia (家人, offiziell Miao) und die Kucong (offiziell Lahu).
Andere ethnische Gruppen wurden auf nachdrücklichen eigenen Wunsch einer Nationalität zugeordnet, zu der sie aus ethnologischer und historischer Sicht nicht gehören. Dazu zählen zum Beispiel die Tuwiner in Xinjiang, die Teil der Mongolen sein und bleiben wollten und die Yao auf der Insel Hainan, die unbedingt zu den Miao zählen wollten. Andere, besonders kleine Gruppen, wie zum Beispiel die Qiakala, haben sich damit abgefunden, einer großen Nationalität, hier den Mandschu, zugerechnet zu werden. Gleiches gilt für die Utsul (bzw. Hutsul oder Utsat, eine nach China migrierte Gruppe von Cham), die wie zahlreiche andere muslimische Lokalgruppen offiziell als Hui klassifiziert wurden. In gewisser Weise kann man auch die Untergruppen einiger großer Völker Chinas in diese Kategorie zählen. So sind zum Beispiel Burjaten und Oiraten außerhalb Chinas eigenständige Völker, zählen innerhalb Chinas aber beide zu den Mongolen, ohne dies jemals in Frage gestellt zu haben. Gleiches gilt für die Tày und Nung, die in Vietnam eigenständige Völker sind, sich in China aber als ein Volk, die Zhuang, betrachten.

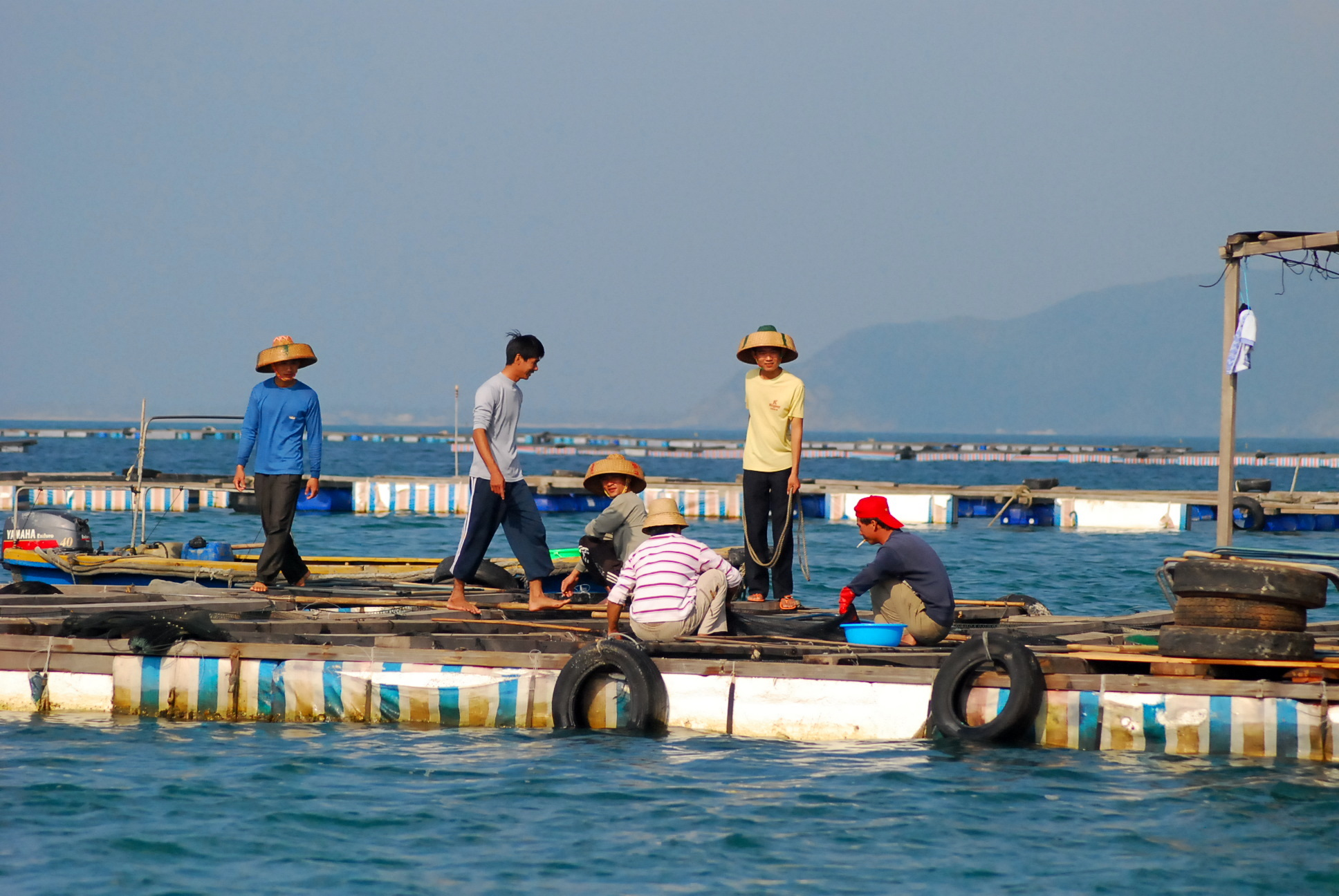
Tanka in Sanya bei der Arbeit

Einen Sonderfall stellen die Angehörigen der zahlreichen Untergruppen der Han-Nationalität dar. Die meisten von ihnen betrachten sich selbst als Han und gleichzeitig als Angehörige einer distinkten Untergruppe. Aber einige, zum Beispiel die Chuanqing in Anshun, Provinz Guizhou, setzen sich für ihre Anerkennung als Minderheiten-Nationalität ein. Weitere wichtige ethnische Gruppen innerhalb der Han-Nationalität sind zum Beispiel:
- die Hakka (chinesisch 客家人, Pinyin Kèjiārén) in Guangdong, Fujian, Taiwan, Jiangxi, Sichuan und Hainan;
- die Hoklo (chinesisch 福佬人, Pinyin Fúlǎorén) in Fujian, Taiwan, Guangdong und Hainan;
- die Tanka (chinesisch 蜑家人, Pinyin Dànjiārén) in Guangdong, Fujian, Guangxi, Hainan und Zhejiang;
- die Lingao (chinesisch 临高人, Pinyin Língāorén) im Kreis Lingao der Provinz Hainan und den angrenzenden Kreisen;
- die Cun (chinesisch 村人, Pinyin Cūnrén) in der Stadt Dongfang und im Autonomen Kreis Changjiang der Provinz Hainan;
- die Waxiang (chinesisch 瓦乡人, Pinyin Wǎxiāngrén) in Yuanling, Jishou, Chenxi, Guzhang und Zhangjiajie im Westen der Provinz Hunan.

### Ethnische Gruppen, die nicht als Nationalitäten anerkannt sind

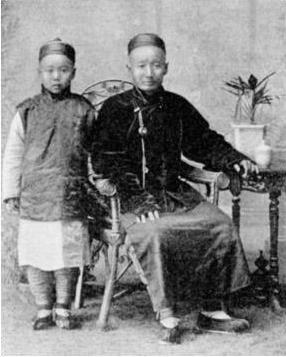
Juden in Kaifeng, spätes 19. oder frühes 20. Jahrhundert

Beide chinesische Regierungen, die der Volksrepublik und die der Republik China, verfolgen gegenüber den ethnischen Minderheiten eine Politik der „Anerkennung“, wenn auch nach unterschiedlichen Kriterien und natürlich auf Grundlage der unterschiedlichen ethnischen Gegebenheiten der jeweils von ihnen verwalteten Gebiete. Während der Zustand der fehlenden Anerkennung in der Republik China keine besondere Bedeutung hat und die betreffenden Gruppen – solange die Anerkennung fehlt – einfach Teil der Mehrheitsbevölkerung sind, handelt es sich in der Volksrepublik China um einen Status, der bei den regelmäßigen Volkszählungen getrennt erfasst wird und damit offiziellen Charakter hat. Er bedeutet, dass der Staat offiziell anerkennt, dass die betreffende ethnische Gruppe keiner bereits existierenden Nationalität angehört. Dieser Status ist für die meisten Betroffenen leichter zu akzeptieren, als die Zuordnung zu einer existierenden Nationalität, mit der sie sich wenig oder überhaupt nicht identifizieren. So bemühen sich zum Beispiel die Gejia und die Chuanqing intensiv, sich diesen Status zu erhalten bzw. ihn wieder zu erlangen. Allerdings gibt es auch hier Unterschiede: So kann man davon ausgehen, dass zum Beispiel bei Caijia, Hu und Songjia in den nächsten Jahren die Zuordnung zu einer existierenden Nationalität erfolgen wird. Hingegen hat der Status zum Beispiel für die Deng, Khmu, Mảng und Sherpa ganz offensichtlich dauerhaften Charakter, der es ermöglicht, sie auf Provinzebene (hier: Tibet und Yunnan) mit den anerkannten Minderheiten-Nationalitäten gleichzustellen.

#### Sonderfall: Chinesische Juden
Einen Sonderfall stellen die Juden in China (chinesisch 犹太人, Pinyin Youtairen) dar. In der Volksrepublik zählen sie etwa 1700 Personen (davon allein etwa 1000 in Hongkong), in der Republik China (Taiwan) weitere etwa 200 Personen. Einige Juden hatten in den 1950er Jahren und erneut in den 1980er Jahren ihre Anerkennung als eigenständige Nationalität beantragt. Diese wurde abgelehnt. Viele Nachfahren der chinesischen Juden klassifizieren sich offenbar inzwischen selbst als Han oder Hui. Einige scheinen aber auf dem Status, nicht klassifiziert zu sein, zu bestehen. So kann angenommen werden, dass es sich bei den 30 Personen, die laut Volkszählung im Jahre 2000 in Kaifeng den Status „nicht klassifiziert“ zugesprochen bekamen, um Juden bzw. Nachfahren von Juden gehandelt hat. Gleiches gilt vermutlich für einen Teil der „nicht klassifizierten“ Personen in Shanghai, Harbin und einigen anderen Städten.

Lage Guizhous in China

#### Sonderfall: Provinz Guizhou
Bei den Volkszählungen der Jahre 1982, 1990 und 2000 wurden allein in der Provinz Guizhou jeweils 748.080, 733.400 und 710.486 Menschen als „ethnisch nicht klassifiziert“ eingeordnet. Das waren 93,5 %, 97,5 % und 96,74 % aller Menschen dieser Kategorie in der gesamten Volksrepublik. Während offiziell nicht anerkannte ethnische Gruppen aus Tibet (Deng und Sherpa) oder Yunnan (Mang, Khmu und Hu) in chinesischen Publikationen immer wieder ausführlich erwähnt und beschrieben werden, sind Informationen über die quantitativ so großen Gruppen Guizhous eher spärlich und meistens knapp gehalten. Einer der Gründe dafür dürfte die Ansicht der chinesischen Regierung sein, den „Sonderfall Guizhou“ spätestens bis zur Volkszählung (November 2010) gelöst zu haben, d. h., die Zahl der Menschen, die offiziell keine anerkannte Nationalität haben, drastisch zu vermindern, auf ein Maß, das auch in anderen, durchschnittlichen Provinzen anzutreffen ist. Dabei wurden und werden die diversen nicht anerkannten ethnischen Gruppen den nächst verwandten (oder aus anderen Gründen „passenden“) bereits anerkannten Nationalitäten zugeordnet. Im Jahre 1981 gab es in Guizhou noch 23 ethnische Gruppen ohne offizielle Zuordnung zu einer Nationalität. Es waren dies:
| 1981 offiziell nicht klassifiziert | Chinesisch      | Pinyin                  | Verbreitungsgebiete                                            | Bevölkerungszahl (1985)                    | Jahr der Klassifikation | Klassifiziert als:                     |
| ---------------------------------- | --------------- | ----------------------- | -------------------------------------------------------------- | ------------------------------------------ | ----------------------- | -------------------------------------- |
| Caijia                             | 蔡家人          | Càijiārén               | Qianxi, Qixingguan, Nayong, Hezhang, Zhijin, Shuicheng, Liuzhi | 20.000                                     | –                       | –                                      |
| Changpao Yao                       | 长袍瑶          | Chángpáo Yáo            | Libo, Wangmo                                                   | 300 (zusammen mit den Youmai, s. u.)       | 1982–1985               | Yao                                    |
| Chenzhou                           | 辰州人          | Chénzhōurén             | Pingtang                                                       | unklar                                     | 1982–1985               | Han                                    |
| Chuanqing                          | 穿青人          | Chuānqīngrén            | Bijie (vor allem Zhijin und Nayong), Anshun, Liupanshui        | über 600.000                               | nach 1996               | Han (wird erneut überprüft)            |
| Diao                               | 刁人            | Diāorén                 | Congjiang                                                      | 984 (zusammen mit den Xialusi, s. u.)      | 1982–1985               | Dong                                   |
| Dongjia                            | 东家人          | Dōngjiārén              | Majiang, Kaili, Duyun, Fuquan                                  | über 40.000                                | 1996                    | She                                    |
| Gejia                              | 家人            | Gějiārén                | Huangping, Kaili, Guanling, Shibing                            | 40.000                                     | nach 1996               | Miao (wird erneut überprüft)           |
| Laba                               | 喇叭人          | Lǎbārén                 | Qinglong, Pu’an, Liuzhi, Shuicheng, Pan, Longli                | über 60.000                                | 1982–1985               | Miao                                   |
| Limin                              | 里民            | Lǐmín                   | Qinglong, Guanling, Zhenning, Shuicheng                        | 70.000                                     | 1982–1985               | Yi                                     |
| Liujia                             | 六甲人          | Liùjiǎrén               | Rongjiang                                                      | 152                                        | 1982–1985               | Han                                    |
| Longjia                            | 龙家人          | Lóngjiārén              | Bijie, Anshun, Liupanshui                                      | über 10.000                                | 1988                    | Bai                                    |
| Lu                                 | 卢人            | Lúrén                   | Qianxi, Jinsha, Dafang                                         | 7747                                       | 1982–1985               | Manju                                  |
| Mojia                              | 莫家人          | Mòjiārén                | Dushan, Libo                                                   | 17.017                                     | 1982–1985               | Bouyei                                 |
| Mulao                              | 木佬人          | Mùlǎorén                | Majiang, Kaili, Duyun, Fuquan, Weng’an                         | 28.000                                     | 1993                    | Mulam                                  |
| Nanjing                            | 南京人          | Nánjīngrén              | Bijie, Anshun, Liupanshui                                      | 61.171                                     | 1982–1985               | Han                                    |
| Qixing                             | 七姓民          | Qīxìngmín               | Shuicheng, Weining, Hezhang                                    | 7589                                       | 1982–1985               | Bai                                    |
| Raojia                             | 绕家人          | Ràojiārén               | Majiang, Duyun                                                 | über 9000                                  | 1992                    | Yao                                    |
| Sanqiao                            | 三撬人 / 三锹人 | Sānqiàorén / Sānqiāorén | Liping                                                         | 2374                                       | 1982–1985               | z. T. Miao, z. T. Dong                 |
| Xialusi                            | 下路司人        | Xiàlùsīrén              | Congjiang                                                      | 984 (zusammen mit den Diao, s. o.)         | 1982–1985               | Dong                                   |
| Xijia                              | 西家人          | Xījiārén                | Kaili, Duyun, Majiang                                          | über 9000                                  | 1982–1985               | Miao                                   |
| Yanghuang                          | 佯亻黄人        | Yánghuángrén            | Pingtang, Dushan, Huishui, Luodian                             | 40.000                                     | 1990                    | Maonan                                 |
| Yiren                              | 羿人 / 弈人     | Yìrén / Yìrén           | Qixingguan; in Sichuan: Xuyong und Gulin                       | 1015 (in Sichuan: über 300)                | 1982–1985               | Gelao; in Sichuan: z. T. Yi, z. T. Han |
| Youmai                             | 油迈人          | Yóumàirén               | Libo, Wangmo                                                   | 300 (zusammen mit den Changpao Yao, s. o.) | 1982–1985               | Yao                                    |

Ganz überwiegend verliefen diese Klassifizierungen im Einverständnis mit der jeweils betroffenen Bevölkerung und wurden auch akzeptiert. Verblieben sind vier Probleme:
- Bis auf die 1140 Betroffenen im Sondergebiet Liuzhi, die im Oktober 1989 auf eigenen Wunsch hin als Angehörige der Yi-Nationalität klassifiziert wurden, bleiben etwa 20.000 Caijia Guizhous nach wie vor ohne offizielle ethnische Zugehörigkeit.
- Die Songjia (宋家人) in Wudang, Kaiyang, Xiuwen, Longli und Guiding haben erst in den 2000er Jahren einen Antrag auf Klassifikation gestellt, über den noch nicht entschieden wurde. Im Gespräch sind die Zuordnung zu den Miao, den Bouyei oder den Han.
- Die 40.000 Gejia sind mit ihrer Klassifizierung als Miao derart unzufrieden, dass sie weiter für ihre Anerkennung als eigenständige Nationalität kämpfen. Ob sie beim Zensus im November 2010 als „Miao“ oder als „nicht klassifiziert“ eingeordnet werden, bleibt noch abzuwarten.
- Die über 600.000 Chuanqing sind bisher nicht bereit, ihre Klassifizierung als Han zu akzeptieren. Sie machten beim Zensus des Jahres 2000 den allergrößten Teil der „nicht klassifizierten“ in Guizhou aus. Sollten sie beim Zensus im November 2010 als „Han“ gezählt werden, würde die Zahl der „nicht klassifizierten“ in Guizhou definitiv unter 100.000 sinken.

Innerhalb Guizhous konzentrierte sich beim Zensus des Jahres 2000 die große Mehrheit der „nicht klassifizierten“ auf wenige Kreise, kreisfreie Städte und Stadtbezirke. Vor allem in Zhijin, Nayong und Dafang handelt es sich dabei nahezu komplett um Chuanqing.
| Kreis/Stadt/Stadtbezirk | Einwohner | davon ohne ethnische Klassifizierung | Anteil an der Kreisbevölkerung | Anteil an der nicht klassifizierten Bevölkerung Guizhous | Anteil an der nicht klassifizierten Bevölkerung Chinas |
| ----------------------- | --------- | ------------------------------------ | ------------------------------ | -------------------------------------------------------- | ------------------------------------------------------ |
| Zhijin                  | 825.350   | 239.369                              | 29 %                           | 33,69 %                                                  | 32,59 %                                                |
| Nayong                  | 661.772   | 224.840                              | 33,98 %                        | 31,65 %                                                  | 30,61 %                                                |
| Dafang                  | 851.729   | 60.366                               | 7,09 %                         | 8,5 %                                                    | 8,22 %                                                 |
| Guanling                | 280.755   | 60.071                               | 21,4 %                         | 8,45 %                                                   | 8,18 %                                                 |
| Qingzhen                | 471.305   | 24.985                               | 5,3 %                          | 3,52 %                                                   | 3,4 %                                                  |
| Puding                  | 353.803   | 23.256                               | 6,57 %                         | 3,27 %                                                   | 3,17 %                                                 |
| Huangping               | 292.121   | 19.733                               | 6,76 %                         | 2,78 %                                                   | 2,67 %                                                 |
| Zhongshan               | 453.293   | 16.712                               | 3,69 %                         | 2,35 %                                                   | 2,28 %                                                 |
| Kaili                   | 433.236   | 12.078                               | 2,79 %                         | 1,7 %                                                    | 1,64 %                                                 |

Neben diesen – auch durch den Zensus – offensichtlichen Problemen und ungelösten Fragen der ethnischen Klassifikation in Guizhou, scheint es auch noch ein paar nicht so offensichtliche Probleme zu geben. Als Beispiel sei hier die angebliche „Li“-Bevölkerung Guizhous genannt. Bei der Volkszählung des Jahres 2000 wurden in Guizhou 56.082 angebliche „Li“ gezählt. Diese Zahl kann unmöglich stimmen. Die Li sind die Ureinwohner der Inselprovinz Hainan und haben vor und nach Gründung der VR China ihre Heimatinsel nur in vergleichsweise geringer Zahl verlassen. Natürlich steigt die Zahl von Bevölkerungsbewegungen in einer modernen Gesellschaft und so ziehen selbstverständlich Li in wachsender Zahl aus beruflichen oder persönlichen Gründen (Heirat) in andere Provinzen. So können die 316 Li, die laut Zensus 2000 in der Provinz Sichuan oder auch die 1426 Li, die in der Provinz Yunnan leben, durchaus ernst genommen werden. Die Zahl für Guizhou ist aber – zurückhaltend gerechnet – wenigstens 50-mal zu hoch. Dieses Rätsel ist relativ leicht zu lösen: Im Namen der in der obigen Tabelle der 23 nicht klassifizierten Gruppen des Jahres 1981 genannten 70.000 Limin steht das Li für das Ethnonym und min einfach nur für „Volk“, „Menschen“. Zwar schreiben sich die „echten“ Li von Hainan mit dem Schriftzeichen 黎, die Guizhouer Limin hingegen (eigentlich) mit dem Schriftzeichen 里, aber ein Abgleich der Hauptsiedlungsgebiete der Limin (Qinglong, Guanling, Zhenning, Shuicheng) mit den Kreisen, in denen die meisten Menschen leben, denen es gelang, sich als Li klassifizieren zu lassen, legt die Schlussfolgerung nahe, dass diese beiden Gruppen identisch oder wenigstens größtenteils identisch sein dürften:
| Kreis     | Einwohner | davon klassifiziert als Li | Anteil an der Kreisbevölkerung | Anteil an der als „Li“ klassifizierten Bevölkerung Guizhous |
| --------- | --------- | -------------------------- | ------------------------------ | ----------------------------------------------------------- |
| Pu’an     | 259.881   | 13.045                     | 5,02 %                         | 23,26 %                                                     |
| Zhenning  | 308.569   | 10.135                     | 3,28 %                         | 18,07 %                                                     |
| Qinglong  | 258.031   | 7.778                      | 3,01 %                         | 13,87 %                                                     |
| Guanling  | 280.755   | 7.090                      | 2,53 %                         | 12,64 %                                                     |
| Pan       | 1.070.802 | 5.302                      | 0,5 %                          | 9,45 %                                                      |
| Shuicheng | 678.228   | 2                          | 0,0 %                          | 0,004 %                                                     |

Einzig in Shuicheng scheinen die Limin ihre Klassifikation als Yi akzeptiert zu haben. Jedenfalls leben 44,6 % aller im Zensus der „echten“ Li-Nationalität zugerechneten Menschen in den Kreisen, die als Hauptsiedlungsgebiet der Limin genannt werden. Ob es sich in Pu’an und Pan auch um Limin handelt, oder sich auch eine andere einheimische ethnische Gruppe kurzerhand „Li“ nennt, ist noch zu untersuchen. Es bleibt auch abzuwarten ob es beim kommenden Zensus (November 2010) gelingen wird, die Zahl der „Li“ in Guizhou drastisch nach unten zu korrigieren.

#### Liste der nicht als Nationalitäten anerkannten Völker und ethnischen Gruppen Chinas
| Name, Namensvarianten | Chinesisch    | Pinyin              | Untergruppen                       | Klassifikation der Sprache                                             | Bevölkerungszahl | Verbreitungsgebiete in China                                                 | Status                                                                 |
| --------------------- | ------------- | ------------------- | ---------------------------------- | ---------------------------------------------------------------------- | ---------------- | ---------------------------------------------------------------------------- | ---------------------------------------------------------------------- |
| Caijia                | 蔡家人        | Càijiārén           | keine                              | Sino-Tibetisch, Sinitisch, Bai                                         | über 20.000      | Qianxi, Qixingguan, Nayong, Hezhang, Zhijin, Shuicheng und Liuzhi in Guizhou | offiziell nicht anerkannt                                              |
| Deng, Dengba          | 僜人 / 僜巴人 | Dèngrén / Dèngbārén | Darang (达让人) und Geman (格曼人) | Sino-Tibetisch, Tibeto-Birmanisch, Nord-Assamisch                      | über 1000        | Zayü in Tibet                                                                | offiziell nicht anerkannt                                              |
| Hu                    | 户人          | Hùrén               | keine                              | Austro-Asiatisch, Mon-Khmer, Nördliches Mon-Khmer                      | ca. 1500         | Mengla und Jinghong in Yunnan                                                | offiziell nicht anerkannt                                              |
| Ili-Türken            | 伊犁土尔克人  | Yīlí Tǔ’ěrkèrén     | keine                              | Altaisch, Turkisch, Ost-Turkisch                                       | 100–200          | Gulja in Xinjiang                                                            | unklar (wurden möglicherweise inzwischen als „Usbeken“ klassifiziert)  |
| Khabit, Buxing        | 必定人        | Bìdìngrén           | keine                              | Austro-Asiatisch, Mon-Khmer, Nördliches Mon-Khmer, Khmuisch, Khao      | über 600         | Mengla in Yunnan                                                             | unklar (werden möglicherweise inzwischen als Teil der Khmu betrachtet) |
| Khmu, Kammu, Khammu   | 克木人        | Kèmùrén             | Manmet (克蔑人) und Kuanren (宽人) | Austro-Asiatisch, Mon-Khmer, Nördliches Mon-Khmer, Khmuisch, Mal-Khmu’ | ca. 5000         | Mengla und Jinghong in Yunnan                                                | offiziell nicht anerkannt                                              |
| Mảng1                 | 莽人          | Mǎngrén             | keine                              | Austro-Asiatisch, Mon-Khmer, Nördliches Mon-Khmer                      | über 500         | Jinping in Yunnan                                                            | seit 2009 offiziell Teil der Blang                                     |
| Sherpa                | 夏尔巴人      | Xià’ěrbārén         | keine                              | Sino-Tibetisch, Tibeto-Birmanisch, Bodisch, Tibetanisch                | ca. 2600         | Dinggyê und Nyalam in Tibet                                                  | offiziell nicht anerkannt                                              |
| Songjia               | 宋家人        | Sòngjiārén          | keine                              |                                                                        | unklar           | Wudang, Kaiyang, Xiuwen, Longli und Guiding in Guizhou                       | offiziell nicht anerkannt                                              |
| Thami, Tami           | 塔米人        | Tǎmǐrén             | keine                              | Sino-Tibetisch, Tibeto-Birmanisch, West-Himalayisch                    | ca. 500          | Nyalam in Tibet                                                              | unklar                                                                 |

1 Die Mảng sind nicht zu verwechseln mit den Mường (芒族) in Vietnam. Auch die Mehrheit der Mang lebt in Vietnam und wird dort Mảng (ca. 2100 Menschen) genannt.